# Сі-Сара (Рудсар)
Сі-Сара (перс. سي سرا) — село в Ірані, у дегестані Рахімабад, у бахші Рахімабад, шагрестані Рудсар остану Ґілян. За даними перепису 2006 року, його населення становило 117 осіб, що проживали у складі 30 сімей.

## Клімат
Середня річна температура становить 15,93°C, середня максимальна – 29,43°C, а середня мінімальна – 3,26°C. Середня річна кількість опадів – 1170 мм.
| Клімат поселення                              | Клімат поселення | Клімат поселення | Клімат поселення | Клімат поселення | Клімат поселення | Клімат поселення | Клімат поселення | Клімат поселення | Клімат поселення | Клімат поселення | Клімат поселення | Клімат поселення | Клімат поселення |
| Показник                                      | Січ.             | Лют.             | Бер.             | Квіт.            | Трав.            | Черв.            | Лип.             | Серп.            | Вер.             | Жовт.            | Лист.            | Груд.            |                  |
| Середній максимум, °C                         | 11,57            | 10,97            | 12,51            | 17,24            | 21,58            | 26,50            | 29,11            | 29,43            | 26,68            | 22,06            | 17,28            | 13,23            |                  |
| Середня температура, °C                       | 7,71             | 7,10             | 8,67             | 13,39            | 17,72            | 22,65            | 25,13            | 25,46            | 22,70            | 18,06            | 13,30            | 9,28             |                  |
| Середній мінімум, °C                          | 3,84             | 3,26             | 4,79             | 9,53             | 13,85            | 18,78            | 21,16            | 21,47            | 18,73            | 14,09            | 9,32             | 5,28             |                  |
| Норма опадів, мм                              | 98               | 85               | 78               | 43               | 45               | 42               | 30               | 64               | 143              | 234              | 172              | 136              |                  |
| Середньомісячна швидкість вітру, м/с          | 2.32             | 2.50             | 2.50             | 2.30             | 2.35             | 2.32             | 2.54             | 2.21             | 2.04             | 2.06             | 2.10             | 2.29             |                  |
| Середньомісячна сонячна радіація, кДж/м²·день | 7840             | 9795             | 11798            | 15375            | 19484            | 20954            | 21191            | 18264            | 14912            | 11239            | 9196             | 7347             |                  |
| --------------------------------------------- | ---------------- | ---------------- | ---------------- | ---------------- | ---------------- | ---------------- | ---------------- | ---------------- | ---------------- | ---------------- | ---------------- | ---------------- | ---------------- |
| Джерело:                                      |                  |                  |                  |                  |                  |                  |                  |                  |                  |                  |                  |                  |                  |